# Municipio de San Jacinto
Municipio de San Jacinto är en kommun i Guatemala.   Den ligger i departementet Departamento de Chiquimula, i den sydöstra delen av landet, 110 km öster om huvudstaden Guatemala City.